# Chanee
Œuvres principales
Le Nouveau-né
Aurélien Francis Brulé dit Chanee Kalaweit (thaï : ชานี กะลาวิทย์), fondateur de l'association Kalaweit, est né en 1979. Installé en Indonésie, il consacre sa vie à la préservation des gibbons.

## Biographie
Il nait à Fayence, dans le Var le 2 juillet 1979. Très jeune, il se prend de passion pour les singes, et plus spécifiquement pour les gibbons à partir de 13 ans. Se rendant régulièrement dans un parc zoologique près de chez lui, il étudie les gibbons qui y sont détenus et analyse leur comportement. De ses observations, il tirera son premier livre, Le Gibbon à mains blanches (Éditions Presses du Midi), publié en 1996, alors qu'il n'est encore que lycéen.
Sa précocité et la pertinence de son ouvrage suscite la curiosité de quelques éthologues et, remarqué par Muriel Robin, il reçoit son aide pour aller étudier les gibbons dans leur milieu naturel, en Thaïlande. Il en revient marqué par la menace de la déforestation, qui en détruisant l'habitat naturel du gibbon, le conduit peu à peu à la disparition. 
Il débarque en Indonésie en 1998, au moment de la chute du dictateur Soeharto et s'installe à Bornéo. Là, il fonde l'association Kalaweit qui se consacre à la protection des animaux chassés de leur espace naturel. Très vite, le gouvernement indonésien lui donne l'autorisation de créer à Bornéo, une structure d'accueil pour les gibbons issus de trafics. En 2003, il fait la même chose sur l'île de Sumatra. L'association est financée par les dons qui permettent aux deux centres d'accueil et de soins de recueillir dans les meilleures conditions possibles plusieurs centaines d'animaux. Ce sont principalement des gibbons et siamangs mais aussi d'autres espèces (ours, crocodiles, macaques...). Depuis 2011, Kalaweit achète des parcelles de forêts à Bornéo et Sumatra pour les transformer en réserve et offrir à la faune sauvage un habitat sécurisé.
Pour populariser son combat et récolter des fonds, Chanee publie des livres sur sa vie en Indonésie et les conditions de vie des gibbons qui, incapables de s'adapter aux changements dans leur milieu naturel, meurent dès que leur territoire est détruit par un incendie.
Mais son combat n'est pas consacré qu'à la sauvegarde  des animaux sauvages. À travers son association, et avec le soutien des autres ONG présentes sur place, il dénonce le rôle des propriétaires de palmeraies, qui détruisent l'écosystème indonésien pour produire de plus en plus d'huile de palme.  Son combat contre les industriels lui vaut quelques ennemis.
En 2012, il acquiert la nationalité indonésienne, ce qui lui permet d'acquérir des terres afin de constituer une réserve naturelle. Kalaweit possède en 2017 environ 440 hectares de forêt et emploie une soixantaine de personnes en Indonésie (et une personne en France). 
En novembre 2015, il publie une vidéo devenue virale où il interpelle directement le président Joko Widodo au sujet des feux de forêt qui sévissent en Indonésie. Détruisant des centaines de milliers d'hectares de forêt chaque année, ces incendies laissent la place aux concessions de palmeraies, qui dégagent par la même occasions des fumées toxiques pour la population et la faune. 
France 3 consacre un documentaire au combat de Chanee en janvier 2016.
Depuis 2017, Chanee présente avec Muriel Robin « Sur la terre... », une émission événementielle, en prime-time sur France 3, sur les animaux en danger.
En 2018 sort le documentaire Antoine Duléry et Chanee sur la terre des ours, réalisé par Jérôme Korkikian.
En 2022, Chanee assure la promotion de son nouvel ouvrage en France "Hâte d'être à demain!" (Presses du Midi)